# معركة أعزاز الثانية 2013
معركة أعزاز الثانية هي معركة وقعت خلال الحرب الأهلية السورية عام 2013 في بلدة أعزاز الواقعة شمالي غرب مدينة حلب في سوريا بين جهاديي تنظيم الدولة الإسلامية في العراق والشام (داعش) وبين لواء عاصفة الشمال، وانتهت بانتصار تنظيم الدولة الإسلامية وسيطرته على بلدة أعزاز.

## الخلفية التاريخية
خضعت بلدة أعزاز الواقعة في شمال غرب مدينة حلب بالقرب من الحدود التركية منذ 19 يوليو (تموز) 2012 لسيطرة الجيش السوري الحر بعدما انتهت معركة أعزاز الأولى التي تغلب فيها لواء عاصفة الشمال التابع للجيش السوري الحر على قوات الجيش السوري النظامية. وفي 27 مايو (أيار) 2013، استقبل الجنرال سليم إدريس القائد العام للجيش السوري الحر السيناتور الأمريكي جون ماكين لمدة بضع ساعات في بلدة أعزاز.
ومع ظهور تنظيم الدولة الإسلامية في العراق والشام (داعش) في سوريا في أبريل (نيسان) 2013، بدأ تنظيم الدولة الإسلامية، والذي حشد بعضًا من مقاتلي تنظيم جبهة النصرة بين صفوفه، في ترسيخ وجوده في بلدة أعزاز وما حولها، فشارك مقاتلو التنظيم في حصار قاعدة منغ ولعبوا دورًا مهمًا في الاستيلاء على هذه القاعدة الجوية في 6 أغسطس (آب) 2013. في ذلك الوقت كان لواء عاصفة الشمال قد بدأ يضعف بعد المعركة الطويلة التي خاضها في البلدة ضد قوات الجيش السوري النظامية وبعدما فقد زعيمه عمار الداديخي الذي أصيب بجروح قاتلة في يناير (كانون الثاني) 2013.
في صيف عام 2013، أصبحت العلاقات بين لواء عاصفة الشمال والدولة الإسلامية متوترة بشكل متزايد. ولم ينس الجهاديون زيارة جون ماكين لمقر اللواء في البلدة في مايو (أيار) 2013 كما كان لديهم شكوك قوية ضد جماعة أنصار الشريعة في ليبيا. وفي منتصف شهر سبتمبر (أيلول) 2013 ألقى تنظيم الدولة الإسلامية القبض على طبيب ألماني برفقة رجال من الجيش السوري الحر وهو يلتقط صورًا بالقرب من بعض المباني التي يحتلها كوادر تنظيم الدولة الإسلامية. يرى الباحث السياسي رومان أن هذا الأمر كان بمثابة نقطة اللاعودة بالنسبة لتنظيم الدولة الإسلامية، والذي أصبح متيقنًا من أن الأمريكيين يتجسسون على التنظيم بالتواطؤ مع ألوية الجيش السوري الحر. وبعد أسبوعين، أرسل الجهاديون إنذاراً نهائياً إلى لواء عاصفة الشمال طالبوا فيه بتسليم الأسلحة ومبايعة مقاتليه لأميرهم أبو بكر البغدادي، وكان رد مقاتلي لواء عاصفة الشمال هو الرفض.

## المعركة
اندلعت الاشتباكات بين مقاتلي تنظيم الدولة الإسلامية ولواء عاصفة الشمال في 18 سبتمبر (أيلول) 2013، وتمكّن تنظيم داعش من السيطرة على بلدة أعزاز. وفي 20 سبتمبر (أيلول) 2013، أبرم تنظيم داعش ولواء عاصفة الشمال اتفاق هدنة بوساطة لواء التوحيد، وهو مجموعة أخرى تابعة للجيش السوري الحر، الذي أرسل رجالًا إلى أعزاز للتدخل بين المتحاربين. واتفق الجانبان على إنهاء الأعمال العدائية وإطلاق سراح الأسرى من الجانبين وإعادة الممتلكات التي تم الاستيلاء عليها. ولكن سُرعان ما استؤنفت الاشتباكات بين الجانبين مرة أخرى في 2 أكتوبر (تشرين الأول) 2013، وتمكن تنظيم الدولة الإسلامية من طرد مقاتلي جماعة أنصار الشريعة في ليبيا بشكل نهائي من البلدة، وانسحبوا نحو عفرين التي كانت تسيطر عليها وحدات حماية الشعب الكردية.

## النتائج
سيطر تنظيم الدولة الإسلامية على بلدة أعزاز حتى فبراير (شباط) 2014. ففي 3 يناير (كانون الثاني) 2014، اندلع صراع عام بين التنظيم والفصائل المتمردة الأخرى، وتفاقم الصراع بسبب الانتهاكات التي ارتكبها تنظيم الدولة الإسلامية وميله إلى مهاجمة ميليشيات المعارضة بصورة أكبر من مهاجمة قوات الجيش السوري النظامية. انتهى ذلك الصراع بانسحاب الجهاديين المنتمين لتنظيم الدولة الإسلامية من بلدة أعزاز في 28 فبراير (شباط) 2013، وأصبحت البلدة تحت سيطرة لواء التوحيد ولواء عاصفة الشمال وجبهة الأكراد.